# ダンテ・オレール
海月ダンテ 久高ダンテ ダンテオレール（Kaigetsu Dante､Dante Kudaka、Dante Aurele1990年7月7日 - ）は、アメリカ合衆国カリフォルニア州出身のアメリカ人。現在は沖縄県在住。完全菜食（ヴィーガン）であったことで知られていて、「ヴィーガン男子」と言う愛称でも呼ばれていた
。身長177cm。

## 経歴
1990年7月7日、アメリカ合衆国のカリフォルニア州で生まれる。幼少期の頃、バットマンに憧れ、柔道を習う。そこで少し日本語を覚え、日本に対して憧れを抱く。一時期、アメリカに所在するセブンスデー・アドベンチスト教会が経営母体である三育小学校に通っていた。高校生の頃には、いじめを受け、退学した。その後、教師を目指し、カリフォルニア大学バークレー校に入学、2012年頃に同校を卒業した。なお、ヴィーガンになったのは19歳の頃。2014年頃に来日。
2014年8月から2019年8月までの間、ALT(外国語指導助手)として沖縄県にある中城小学校、津覇小学校、中城南小学校で勤務する。ALTは特別職地方公務員という立場で様々な制約が課せられるが、副業が禁じられているのにもかかわらずクラウドファンディングをやっていた、営利企業への従事が禁じられているのにもかかわらず、アニマルズジャパンという営利団体を経営した、ヴィーガンフードフェスを自ら企画した、宗教活動が制限されているのにもかかわらず、セブンスデー・アドベンチスト教会が主催する講演会に講師として参加したなどの問題が指摘されている。これらの違反行為については、中城村教育委員会から厳重注意を受けた。
2019年4月、沖縄県出身の動物保護活動家で、2017年ごろにフェイスブックで知り合ったという日本人女性久高ゆいと結婚。以降は定職に就かず、youtuberとして動画配信を行ったり、動物保護活動をしたり、ヴィーガン祭りを主催する等の活動を行った。2021年3月12日、一般社団法人アニマルフォレストを設立、代表理事に就任。2023年12月、妻の妊娠を発表。

## 動物保護施設「アニマルフォレスト」の建設について
ダンテは、畜産動物の保護施設を沖縄県内に作ることをライフワークとしていると発言し、その実現に向けて寄付金の募集やクラウドファンディング等を断続的に実施している。しかし、土地の購入からかなりの時間が経過しているのにもかかわらず、一向に建設が開始されない、集めた資金に対する透明性の不足、「今帰仁村から許可を得た」「村長から施設建設に対して歓迎を受けた」と発言しているのにもかかわらず、それらが虚偽であったことが発覚するなど、各種の問題点が指摘されている。建設に係る経緯について、以下に細部を記載する。
- 2017年8月、日本の動物保護施設を作る夢があると発言[16]
- 2018年1月、日本初の畜産動物の保護施設を作るために、クラウドファンディングを開始したと発言[17]
- 2018年11月、久高ゆいとともに、アパートを借りて保護施設として利用を開始したと発言[18]
- 2019年1月、動物保護施設のために土地を入手したいと発言[19]
- 2019年4月、保護施設に使う予定の土地は非農地申請が許可されたと発言[20]
- 2019年11月頃、沖縄県豊見城市に戸建てを賃貸し、夫婦で転居
- 2020年7月、沖縄県内の複数の土地を下見に回る[21]
- 2020年7月、保護施設の名称が「アニマルフォレスト」に決まったと発言[22]
- 2020年7月15日、一生のお願いと称して、保護施設建設のための土地代1900万円を工面してほしいとSNSに投稿[23]
- 2020年7月25日、土地代が集まったと報告[24]
- 2020年7月21日、今帰仁村役場に保護施設の企画を説明して許可を得たと発言[25]。しかし、今帰仁村役場に事実確認を行ったところ、保護施設の建設許可を出した事実はないとのことであり、ダンテの発言は虚偽であったことが判明している[26][27]
- 2020年7月31日、沖縄県国頭郡今帰仁村字1125-1の土地を頭金を合わせて2494万円で購入[28][29]、翌週には整地と伐採の見積もりを実施すると発言
- 2020年11月、ダンテは「購入した土地は、水道と電気の引き込みができない。隣人は水道も電気を使用しているが、それは単に違法に使用しているだけである」[30]と発言したが、今帰仁村役場に事実確認を行ったところ、隣人が違法に水道を使用しているという事実はなく、ダンテの発言は虚偽であったことが判明している[31]
- 2020年12月30日、ダンテは「アニマルフォレストの建設会社が村長と会い、村長から施設の建設について歓迎を受けた」と発言したが、今帰仁村役場に事実確認を行ったところ、すべて虚偽であったことが判明している[32]
- 2021年4月、電気と水道をアニマルフォレスト用地に通すためには、他人の土地を経由するため、その持ち主の許可が必要だが、その持ち主はすでに他界しているため協議が難航していると発言、その他、用地の雑草を除去して、トラックが通れる程度の広さの道を確保したと発言
- 2021年12月、用地の地盤調査が完了したと発言[33]
- 2022年1月、保護施設の設計図が完成したと報告[34]
- 2022年6月、これまで活動していた沖縄県豊見城市から同県北中城村に夫婦で転居。転居先の賃貸アパートを「施設」と自称し、第二種動物取扱業を沖縄県に申請
- 2022年8月、水道と電気のインフラだけで1000万円以上が必要と発言、アニマルフォレスト独自のクラウドファンディングサイトを立ち上げ、建設費用5000万円の募集を開始。この費用は建物の外観、つまりスケルトン状態の建築に必要な費用と説明。
- 2022年9月、保護施設の建築申請が下りた。2022年内の着工を目指すと報告
- 2023年2月、ハローワークに獣医師の求人情報を掲載、アニマルフォレスト用地とは別の沖縄県北谷町に動物病院を開業予定と説明
- 2023年12月30日、独自のクラウドファンディングにより5000万円が集まったと報告

## 保護猫を使ったＳＮＳでの過剰演出
2020年8月30日、ダンテは自身のYouTubeチャンネルの、保護猫と共に料理をするシリーズ企画「レスキューキッチン」の中で、麻婆豆腐を料理するライブ映像を公開した。調理中に子猫を肩に乗せる場面もあったが、子猫は終始鳴き声を上げて動き回り、子猫が肩から調理中の鍋に落ちかねないときでも、ダンテは「（鍋に子猫が）落ちたら麻婆ネコになるぞ、ヴィーガン料理じゃなくなる！」と冗談を飛ばしていた。この子猫はライブ映像の公開から8日後に急速に容体を悪化させ、その1日後に死亡しているが、配信との因果関係は不明。

## 保護猫遺棄事件

### 概要
2020年10月29日、ダンテは沖縄県において重度の扁平上皮癌に罹患している猫「ガンモ（ミミ）」を保護したが、その数日後の11月2日頃に、ガンモを屋外に遺棄した。
遺棄した理由についてダンテは、「病院で検査した結果、ガンモは扁平上皮癌に罹患しており、頭蓋骨にまで達しており治療はできない。余命は残り数か月である。しかも、人間を怖がっており、家の中では一切食事を取らず、ずっと隠れて震えていた。ガンモの幸せを優先して、屋外にリリースすることにした。」と説明した。リリースした翌日から、ダンテ夫妻は東京ディズニーランドを訪問していたことが明らかになっている。

11月14日、別のボランティアがガンモを再度保護した。11月18日、ガンモは広島県に所在する動物保護団体のもとに移送され、レーザー治療等を受ける。検査の結果、実は、癌は頭蓋骨には達しておらず、順調に除去されていったが、2021年2月、多血症に罹患し、ガンモは死亡した。

### 問題点
当初、ダンテは「病院で検査した結果、ガンモは扁平上皮癌に罹患しており、余命は数か月」と発言していたが、実際には、ダンテは診断結果を聞く前に東京に向かっていた。
つまり、獣医師の診断に基づかない、独自の判断であった。しかも、遺棄した翌日から東京ディズニーランドを夫婦で訪問していたため、「東京に行く予定を優先したいがためにガンモを遺棄したのではないか」と批判された。また本件遺棄事件はニュース等で取り上げられ、「動物保護活動家が病気の猫を捨てた」ことに批判が殺到した。

なお、愛護動物の遺棄は、動物の愛護及び管理に関する法律に違反する犯罪行為である。

ダンテは自身のインスタグラムにおいて、ガンモを再保護した人物の氏名と電話番号を掲載したストーリーを投稿した。

## ヴィーガンとしての活動
自身がヴィーガンになった経緯について、2015年1月時点でダンテは次のように語っている。
私はカリフォルニア州生まれ育ちで、子供の時、お父さんはアメリカの大手食品会社の会社員でしたが、そこの肉工場に行って、目の前で動物虐待などを見た結果、仕事を辞めてベジタリアンの食品会社で働く事にしました。だから、小さい頃からベジタリアン料理に親しみがありました。そうかと言って、１９歳までは普通に肉と魚を食べていました。
１９歳の時、工場畜産と肉産業の裏を深く調べて、そして肉食の及ぼす環境問題（地球温暖化、森林破壊、汚染、水不足、動物の絶滅など）や動物虐待の事実を知ってから私もベジタリアンになると決めました。そのずっと前から料理が趣味で、ベジタリアンになったらやはり美味しいレシピで「ベジタリアンはサラダしか食べない」などの固定観念をなくして、ベジタリアンの世界を広げたいと思いました。
- 2009年頃、当時付き合っていた女性の影響でヴィーガンになったとも語っている。
- 2015年1月、ベジワールド[49]というベジタリアン料理を紹介するサイトを立ち上げ、自身がライターとしてヴィーガンの啓発に関連する記事を連載。同ウェブサイトでは自身をシェフと表現している。
- 2016年3月頃、4人のメンバーとともにアニマルズジャパンというヴィーガニズムに基づく動物保護を目的としたウェブサイトを設立。
- 2017年11月、畜産動物の保護施設を立てるのが夢と自身のYouTubeチャンネルで語る。
- 2017年11月5日、第4回ヴィーガンフードフェスを主催[50]。
- 2018年12月1日、第1回沖縄ヴィーガン祭りを沖縄県北谷町にある北谷カーニバルパークで開催。[51]
- 2019年1月、セブンスデー・アドベンチスト教会の月刊誌であるサインズ誌に「ヴィーガン男子のひとりごと」として記事の連載を開始。2019年12月で連載は終了している。
- 2019年2月24日、日本プラントベース市場協会が2018年から開催している「日本ヴィーガンアワード」において「アニマルライツ賞」を受賞[1]。
- 2019年4月14日、セブンスデー・アドベンチスト教会の主催でヴィーガン関連の講演会を沖縄で実施[52]。
- 2019年4月27日、第2回沖縄ヴィーガン祭りを沖縄県宜野湾マリ―ナ付属公園で開催[53]。
- 2019年10月20日、横浜ヴィーガン祭りを日本丸メモリアルパークで開催[54]。
- 2020年1月、自身のYouTubeチャンネルに「レスキューキッチン」という動画シリーズの公開を開始。「保護動物と一緒にうまいヴィーガンのレシピを教えながら、一生の家族を探すというのがコンセプト。」と紹介している[55]。
- 2020年4月19日、沖縄ヴィーガン祭り2020を企画するも、コロナ禍により中止[56]。

## 人物
姉と兄がいて、3人兄弟の末っ子。
2024年現在は、沖縄県で日本人妻と2人だけで運営する一般社団法人アニマルフォレストの代表を務める。久高ダンテ、海月ダンテ、ダンテオレール、３つの名前を使い分けている。